# 玉屏街道 (荔波县)
玉屏街道，是中华人民共和国贵州省黔南布依族苗族自治州荔波县下辖的一个街道办事处。
2014年4月14日，贵州省人民政府批复荔波县部分乡镇行政区划调整，新设置的玉屏街道辖原玉屏街道、水利水族乡和水尧水族乡，街道办事处驻城西社区。

## 行政区划
玉屏街道下辖以下地区：
城东社区、城西社区、城南社区、城北社区、建设村、水甫村、水春村、时来村、板旺村、拉岜村、福利村、水尧村、拉交村、水捞村、水功村、水瑶新村、水利村、水岩村、水丰村、尧棒村和洞托村。